# Eva Janadin
 (juillet 2025).
Eva Janadin, née en 1989, est une des trois femmes imames en France avec Kahina Bahloul et Anne-Sophie Monsinay. Elle appartient au courant de l'Islam libéral et progressiste, et elle prône une réinterprétation des textes religieux en le replaçant dans le contexte historique. Inspirée par le soufisme elle considère que l'Islam est un chemin initiatique qui relie l'humain à Dieu. Eva Janadin cofonde, avec Anne-Sophie Monsinay, l'association VIE-Mouvement pour un islam spirituel et progressiste. Toutes deux dirigent la prière au sein du projet de mosquée Sîmorgh.

## Biographie
Eva Janadin est née en 1989 dans une famille athée. Elle se convertit à l'islam en 2009,. Elle est enseignante d'histoire et prépare un doctorat.
Elle est cofondatrice et déléguée générale de l'Association L'Islam au XXIe siècle dont le but est de contribuer à une meilleure connaissance de l'Islam et donner une tribune à l'Islam. Parmi les responsables de l'association figurent Michel de Rosen, Hélé Béji, Hakim El Karoui et Hela Ouardi ,,.
En février 2017, elle fonde avec Faker Korchane, l'Association pour la renaissance de l'islam mutazilite (ARIM) dont elle est la trésorière. Elle fait la connaissance d'Anne-Sophie Monsinay sur les réseaux sociaux où elle discute avec d'autres fidèles de l'islam mutazilite, un courant rationaliste. Les deux femmes se rencontrent pour la première fois après les attentats de 2015 en France et deviennent très proches.
Elles fondent en 2018, l'association les Voix d’un islam éclairé (VIE – Mouvement pour un islam spirituel et progressiste), qui ne se rattache pas à un courant spécifique de l’islam, car, dit Eva Janadin, « le dogmatisme et l’obscurantisme sont des réalités bien souvent transversales », ce qui permet aux membres d’avoir des affinités avec différentes écoles de pensées de l'Islam (mutazilisme, soufisme, ibadisme, chiisme, sunnisme, etc.) ou de n’avoir aucune affiliation particulière.
Elles rédigent encore ensemble le manifeste « Une mosquée mixte pour un islam spirituel et progressiste » dans lequel elles exposent les principes du Mouvement pour un islam spirituel et politique.

### Un islam progressiste
Eva Janadin participe avec d'autres hommes et femmes musulmans, parmi lesquels, Tareq Oubrou, Kahina Bahloul, Mohamed Bajrafil, au courant progressiste de l'Islam qui invite à une relecture moderne des textes, pour les remettre dans leur contexte et sortir d'un enfermement pétrifié de l'Islam
Eva Janadin considère avant tout l'Islam comme une spiritualité, un chemin initiatique personnel et intime visant à relier l'humain à Dieu, aux autres et à la nature pour le transformer intérieurement. Elle rejoint en cela l’islamologue tunisien Mohamed Talbi qui déclare : «  La religion n’est ni une identité, ni une culture, ni une nation. C’est une relation personnelle à Dieu, une voie vers Lui ». Son engagement pour un islam progressiste va de pair chez elle avec une résistance à la radicalisation islamiste,,.
Elle considère que le Coran n’est pas un code légal figé mais doit être soumis continuellement à de nouvelles interprétations. Le progressisme dans l’islam consiste à prolonger aujourd'hui le progrès social apporté à l'époque de la Révélation coranique en se détachant des règles socio-culturelles devenues obsolètes. Le Coran doit être vu comme une guidance (hudan) et une direction, comme un point de départ et non comme un point d’arrivée en retrouvant l’esprit et les finalités du texte. Incarner un islam progressiste, c’est cesser d’idéaliser les origines de l'Islam et sortir d’un enfermement dans des interprétations pétrifiées et ainsi adapter l’islam au temps présent.
Eva Janadin questionne la place de la femme dans l’islam et la nécessité d’aller vers une plus grande mixité au sein de la religion musulmane qui souffre encore du poids des interprétations patriarcales. Il n'y a, selon Eva Janadin et les musulmans progressistes, dans le récit coranique de la création aucune hiérarchie entre l’homme et la femme et il faut garantir une égalité totale entre les hommes et les femmes y compris socialement, afin que cette égalité ne reste pas seulement théorique et abstraite. En conséquence, dans la mosquée Sîmorgh, les femmes ont le droit de devenir imames et il y a une totale mixité dans la prière : les femmes et les hommes prient ensemble sans se répartir dans l’espace de la mosquée (ni devant-derrière, ni gauche-droite),.

### Le projet de mosquée Sîmorgh
Depuis 2019, Eva Janadin officie une ou deux fois par mois comme imame, avec Anne-Sophie Monsinay, devant des assemblées mixtes au sein du projet de mosquée Sîmorgh, dans différentes salles louées par la communauté ou en visio-conférence durant les périodes de confinement,. Le projet de mosquée Sîmorgh s'inspire de la mystique soufie mais ne s'inscrit pas dans une école islamique particulière. Ni l'une ni l'autre des imames ne porte le voile et il n'est pas imposé aux fidèles. Le sujet du jour est soumis au débat et un temps d’échange est prévu après la prière pour que chacun puisse donner son avis sur le thème choisi,.
Après le projet de mosquée Fatima de Kahina Balhoul et Faker Korchane, Sîmorgh est le deuxième projet de mosquée totalement mixte sur le territoire français en peu de temps.
Le projet de mosquée bénéficie de soutiens institutionnels, parmi lesquels, la Fondation de l'islam de France et la Fondation pour l'innovation politique (Fondapol). Parmi les personnalités qui la soutiennent figurent Abdennour Bidar, Omero Marongiu-Perria, Ludovic-Mohamed Zahed, président de l’institut Calem et fondateur des Homosexuel-le-s musulman-e-s de France (HM2F), Seyran Ateş, imame de la mosquée Ibn Rushd-Goethe de Berlin, et Ani Zonneveld, présidente de l’association Muslims for Progressive Values, aux États-Unis.
Cependant, les deux imames reçoivent de nombreuses réactions d'hostilité en provenance du monde entier, notamment sur les réseaux sociaux et surtout de la part de musulmans. L'imamat féminin, la mixité et l'absence d'obligation vestimentaire au sein de la mosquée soulèvent l'incompréhension. L'Agence internationale de presse coranique les accuse de transgression de l'islam ,. Les représentants de l'islam en France les ignorent.
Selon Anne-Sophie Monsinay et Eva Janadin : « En réalité, l'obstacle à l'imamat des femmes n'est ni religieux ni théologique mais culturel et psychologique. »

## Articles et publications
- « Osez le débat théologique ! », Le Un Hebdo,‎ 28 octobre 2020 (lire en ligne )
- Avec Anne-Sophie Monsinay, Une mosquée mixte pour un islam spirituel et progressiste, Fondation pour l'innovation politique, 2019, 67 p.  (ISBN 9782364081895)

### Filmographie
- Nous, Français musulmans, série télévision de Romain Icard, épisode 1, 2020, ARTE.